# Comuna Pietroasa, Bihor
Pietroasa (în maghiară: Vasaskőfalva) este o comună în județul Bihor, Crișana, România, formată din satele Chișcău, Cociuba Mică, Giulești, Gurani, Măgura, Moțești și Pietroasa (reședința).

## Demografie
Componența etnică a comunei Pietroasa
     Români (87,92%)
     Romi (10,05%)
     Alte etnii (0,13%)
     Necunoscută (1,89%)
Componența confesională a comunei Pietroasa
     Ortodocși (84,07%)
     Penticostali (10,35%)
     Baptiști (2,06%)
     Alte religii (1,53%)
     Necunoscută (1,99%)
Conform recensământului efectuat în 2021, populația comunei Pietroasa se ridică la 3.014 locuitori, în scădere față de recensământul anterior din 2011, când fuseseră înregistrați 3.209 locuitori. Majoritatea locuitorilor sunt români (87,92%), cu o minoritate de romi (10,05%), iar pentru 1,89% nu se cunoaște apartenența etnică. Din punct de vedere confesional, majoritatea locuitorilor sunt ortodocși (84,07%), cu minorități de penticostali (10,35%) și baptiști (2,06%), iar pentru 1,99% nu se cunoaște apartenența confesională.

## Politică și administrație
Comuna Pietroasa este administrată de un primar și un consiliu local compus din 11 consilieri. Primarul, Ionel-Alin Laza[*], de la Partidul Social Democrat, este în funcție din octombrie 2020. Începând cu alegerile locale din 2024, consiliul local are următoarea componență pe partide politice:
|  | Partid                          | Consilieri | Componența Consiliului | Componența Consiliului | Componența Consiliului | Componența Consiliului | Componența Consiliului |
|  | ------------------------------- | ---------- | ---------------------- | ---------------------- | ---------------------- | ---------------------- | ---------------------- |
|  | Partidul Social Democrat        | 5          |                        |                        |                        |                        |                        |
|  | Partidul Național Liberal       | 3          |                        |                        |                        |                        |                        |
|  | Alianța pentru Unirea Românilor | 2          |                        |                        |                        |                        |                        |
|  | Uniunea Salvați România         | 1          |                        |                        |                        |                        |                        |

## Atracții turistice
- Biserica de lemn din satul Cociuba Mică, construcție 1715, monument istoric
- Rezervațiile naturale:

- Avenul Borțigului (0,10 ha)
- Cetatea Rădesei (20 ha)
- Cetățile Ponorului (14,19 ha)
- Ghețarul Focul Viu (0,10 ha)
- Groapa de la Bârsa (30 ha)
- Groapa Ruginoasa (20,40 ha)
- Peștera lui Micula (0,10 ha)
- Peștera Urșilor (1 ha)
- Pietrele Galbenei (6,30 ha)
- Pietrele Boghii (38,40 ha)
- Pietrele Bulzului (1,40 ha)
- Poiana Florilor (1 ha)
- Platoul Carstic Padiș (39 ha)
- Platoul Carstic Lumea Pierdută (39 ha)
- Săritoarea Bohodeiului (32,90 ha)
- Valea Galbenei (70,50 ha)
- Valea Sighișelului (412,60 ha)
- Vârful Biserica Moțului (3 ha)